# Moravskoslezský kruh
Moravskoslezský kruh je samostatným spolkem – nestátní neziskovou organizací.
Spolek byl založen (zakladatelé Antonín Hošťálek, Ladislav Vencálek a Blanka Švábová) na začátku roku 2003. Věnuje se především problematice kulturní, sociální a zdravotní.
V letech 2004 až 2008 vydával celostátní kulturně společenský časopis Konec konců, podporovaný americkým Trustem pro občanskou společnost ve střední a východní Evropě, v roce vytvořil 2006 projekt pro pečující o seniory Pečuj doma ,  . K tématu vydává spolek také kalendář, noviny Pečujeme doma  a provozuje on line poradny 